# Axel Gjöres
Axel Gjöres (11. november 1889 i Smedjebacken i Värmland – 12. marts 1979) var en svensk socialdemokratisk politiker. Han var rigsdagsmedlem, samt forsyningsminister og handelsminister.
Gjöres var aktiv i den kooperative bevægelse og arbejdede fra 1913 i Konsumentbladet. Fra 1918 var han bladets redaktør og i 1920 blev han også redaktør for Kooperatören. Han holdt begge hverv til 1933. 
Fra 1938 til 1941 var Gjöres fungerende generaldirektør for Kommerskollegium, den statslige myndighed i Sverige som tager hånd om handelspolitikken og udenrigshandelen. I 1941 blev han folkhushållningsminister med ansvar for forsyning og rationering. Han sad med dette ministeransvar til 1947, da han et års tid var handelsminister. I 1948 vendte han tilbage til Kommerskollegium som generaldirektør.
Gjöres var medlem af Rigsdagen fra 1943 til 1950.
Han udgav en række skrifter, blandt dem Svensk kooperation före åttiotalet (1919) og Konsumentkooperationen i Sverige (1925). Memoirer kom i to bind; Den tiden (1965) og Vreda vindar (1967).